# Toussiana
Toussiana ist sowohl eine Gemeinde (französisch commune rurale) als auch ein dasselbe Gebiet umfassendes Departement im westafrikanischen Staat Burkina Faso, in der Region Hauts-Bassins und der Provinz Houet. Die Gemeinde hat 16.945 Einwohner.

## Söhne und Töchter
- Guy Mukasa Sanon (* 1968), römisch-katholischer Bischof von Nouna